# Helvella
Helvella L., Species Plantarum 2: 1180 (1753).
(in figura: Helvella leucopus)
Al genere Helvella appartengono funghi terricoli con i seguenti caratteri.

## Descrizione del genere

### Cappello
A forma di mitra o di sella, sottile, irregolare, con l'imenio situato sulla superficie esterna.

### Gambo
Cavo, in genere rugoso o profondamente solcato lungo tutta la sua lunghezza.

### Carne
Cartilaginea oppure elastica.
- Odore: spesso subnullo, a volte spermatico.
- Sapore: frequentemente indistinto, a volte leggermente dolce.

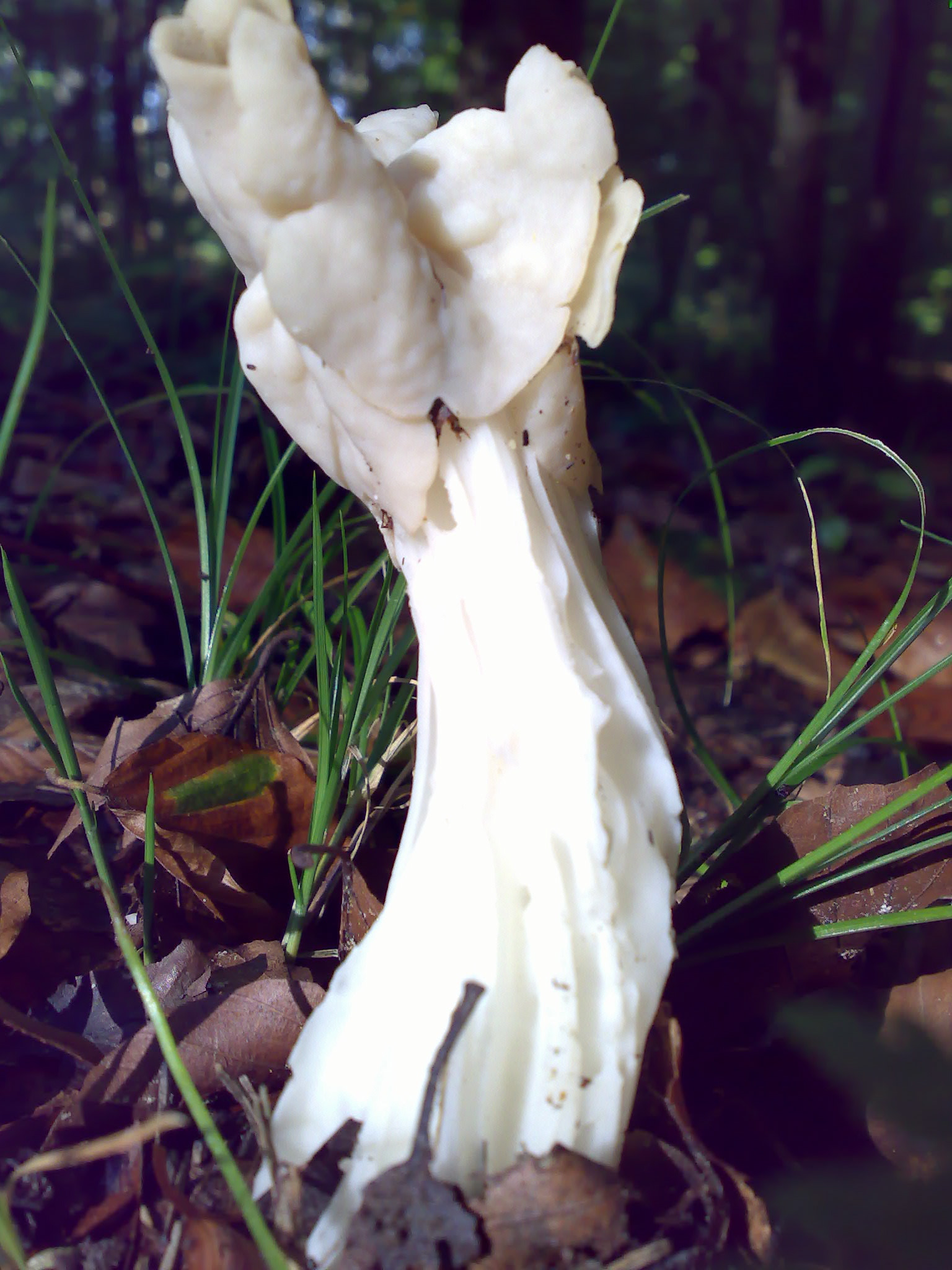
Helvella crispa, la specie più conosciuta di questo genere

## Commestibilità delle specie
Trascurabile. Diverse specie non eduli.

Consigliabile astenersi dal consumo di Helvella crispa in quanto può provocare intolleranze individuali e poiché contiene tracce di Gyromitrina, una potente micotossina.

## Sinonimi
- Acetabula (Fr.) Fuckel, Jahrbücher des Nassauischen Vereins für Naturkunde 23-24: 330 (1870).
- Macropodia Fuckel (1869).
- Macroscyphus (Nees) Gray, A Natural Arrangement of British Plants 1: 671 (1821).

## Specie di Helvella
La specie tipo è Helvella crispa (Scop.) Fr. (1822), altre specie appartenenti al genere sono:
- Helvella acetabulum (L.) Quél. (1874)
- Helvella elastica Bull. (1785)
- Helvella lacunosa Afzel. 1783
- Helvella leucomelaena (Pers.) Nannf. (1941)
- Helvella leucopus Pers.
- Helvella macropus (Pers.) P. Karst. (1870)
- Helvella spadicea Schaeff. (1774)

## Galleria d'immagini

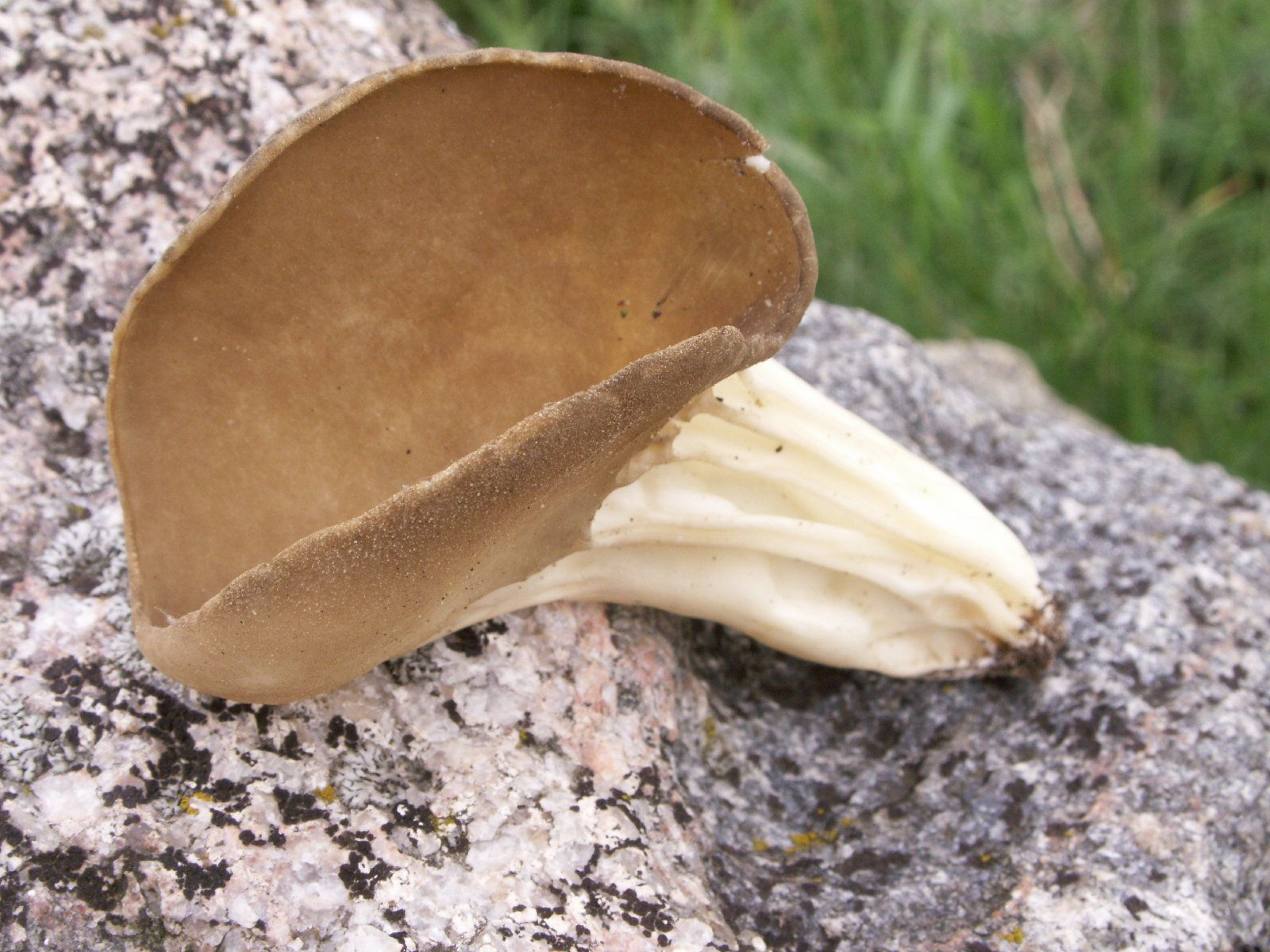
Helvella acetabulum
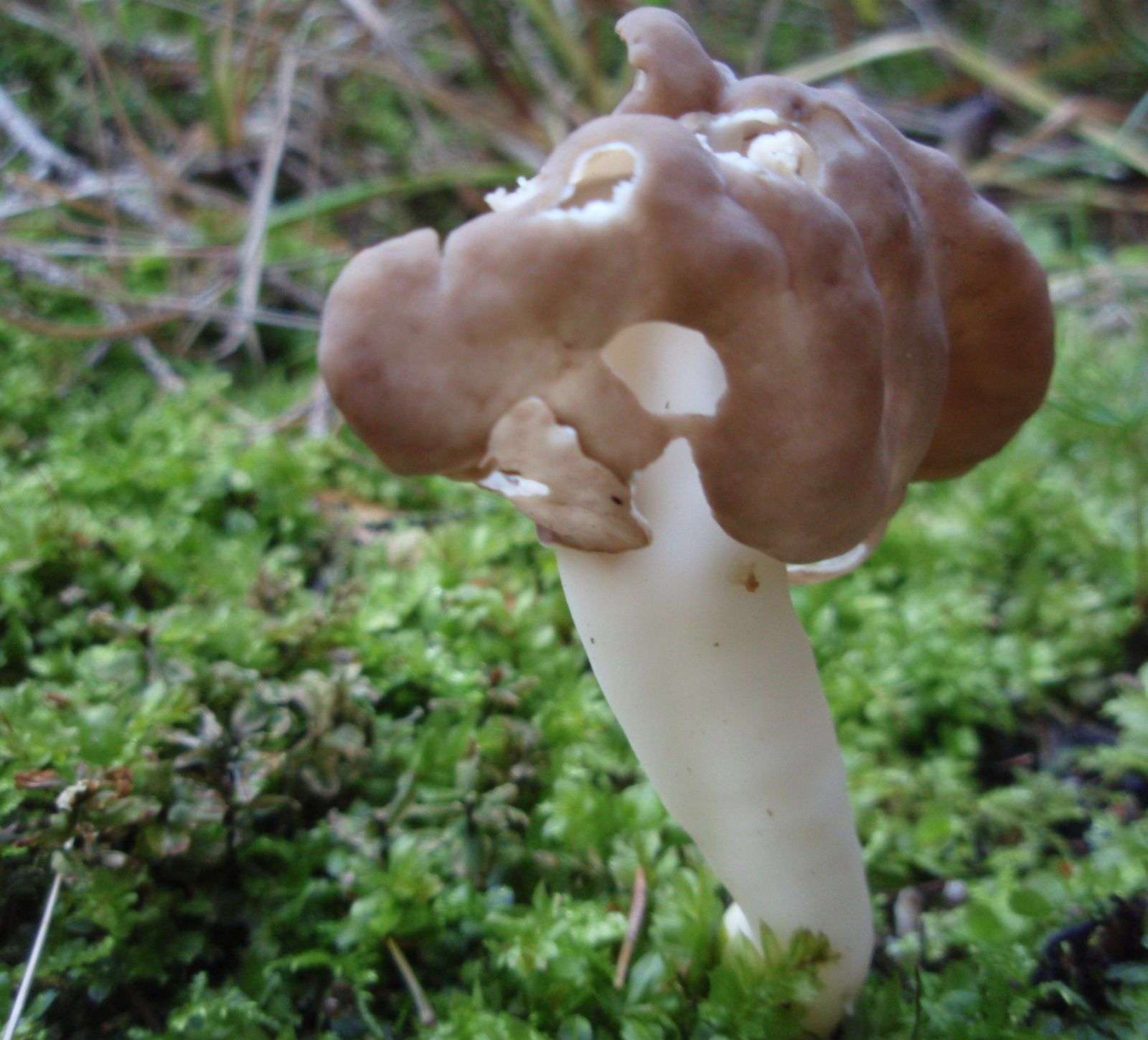
Helvella elastica
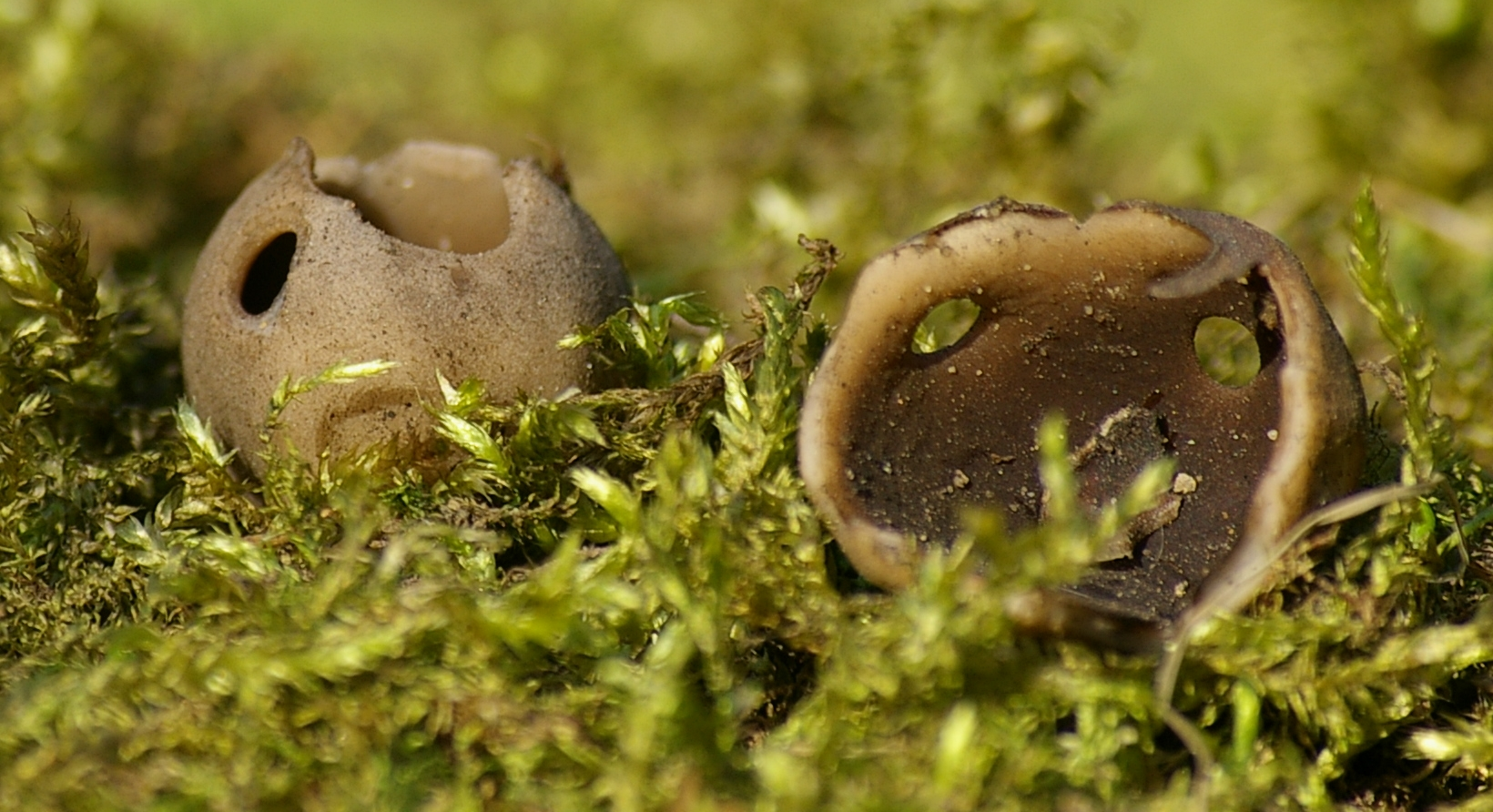
Helvella leucomelaena
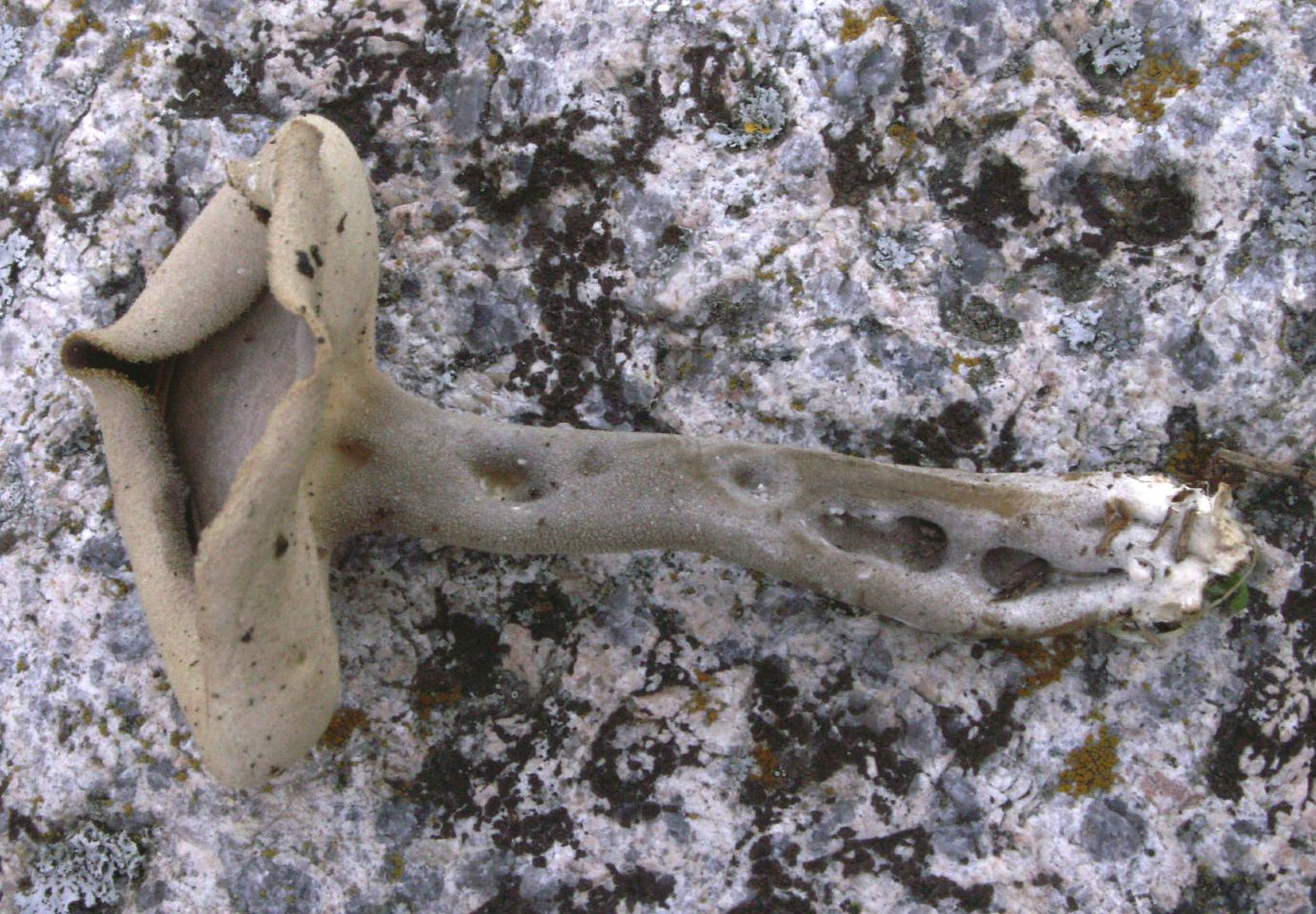
Helvella macropus
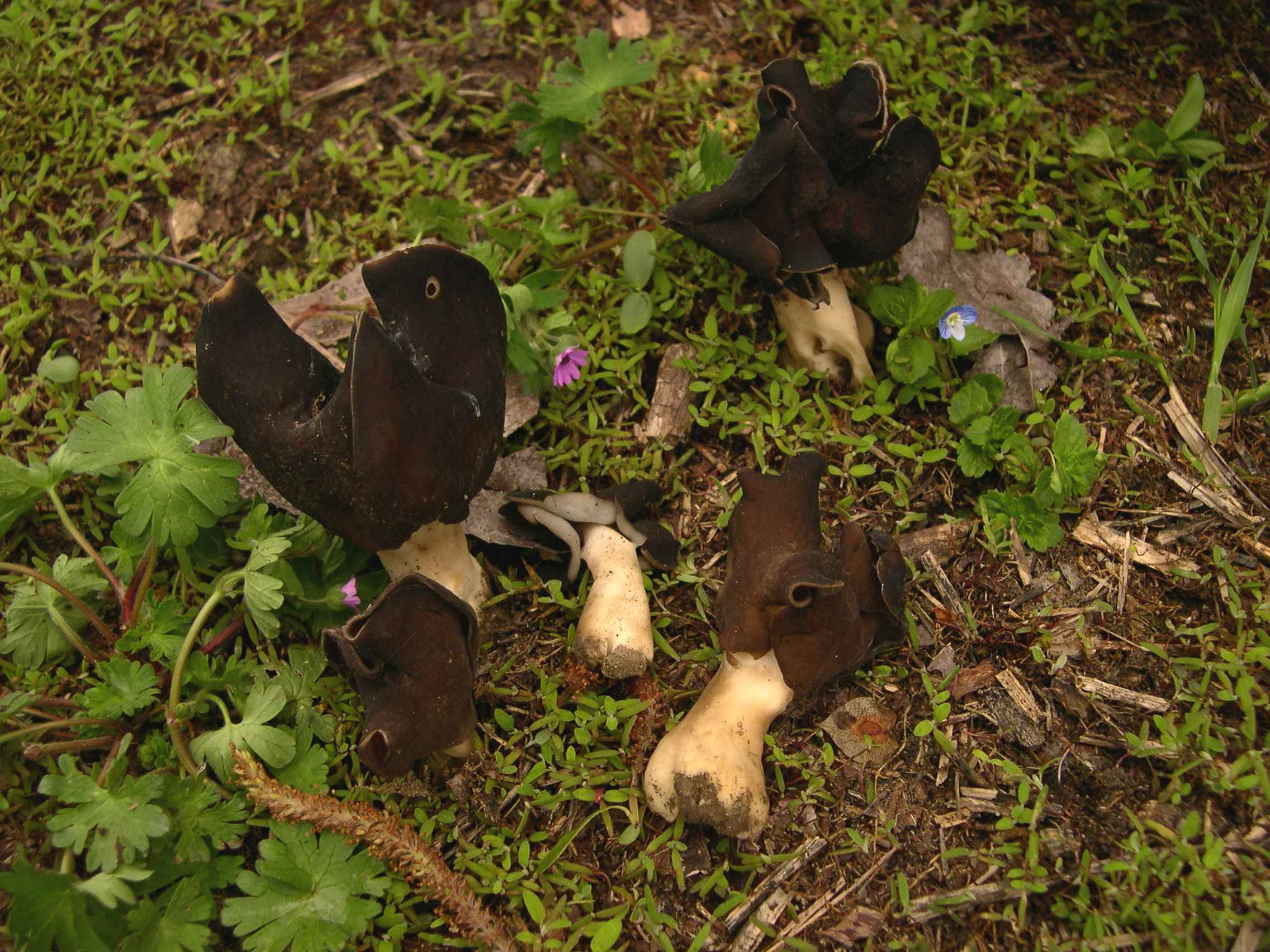
Helvella spadicea